# Seeon-Seebruck
Seeon-Seebruck é um município da Alemanha, situado no distrito de Traunstein, no estado da Baviera. Tem 47,92 km² de área, e sua população em 2019 foi estimada em 4.488 habitantes.